# Ottenau
Ottenau ist ein Stadtteil von Gaggenau im baden-württembergischen Landkreis Rastatt.

## Lage und Verkehrsanbindung
Ottenau liegt zu beiden Seiten der Murg im Nordschwarzwald, direkt südlich anschließend an die Kernstadt Gaggenau und das Mercedes-Benz-Werk Gaggenau, den größten Industriebetrieb im Schwarzwald. Die B 462 verläuft als Umgehungsstraße am westlichen und südlichen Ortsrand. Die Murgtalbahn durchquert den Ortsteil rechts der Murg und hat hier einen Haltepunkt.

## Geschichte
Ottenau wurde 1243 erstmals erwähnt und war im Mittelalter gräflich-ebersteinischer Gerichtsort. 1894 gründete Theodor Bergmann auf Ottenauer Gemarkung die Bergmann-Industriewerke, den Vorläufer des heutigen Mercedes-Benz-Werks. Der einst selbständige Ort wurde am 1. April 1935 nach Gaggenau eingemeindet.

## Wappen
Blasonierung: „Gespalten von Rot und Gold, vorne ein silbernes Rebmesser, hinten zwei schräggekreuzte, schwarze Floßhaken.“

## Kulturleben
Das Programmkino Merkur-Film-Center in Ottenau ist das einzige verbliebene Kino Gaggenaus. 
Zum gesellschaftlichen Leben in Ottenau tragen ein Sportverein, ein Musikverein, verschiedene Holzmaskengruppen und der OCC (Ottenauer Carnevals Club) bei. Auch gibt es eine Ortsgruppe des DRK und der DLRG, die katholische und evangelische Kirchengemeinden bieten verschiedenste Angebote an.

## Sehenswürdigkeiten
- Katholische Pfarrkirche St. Jodocus (St. Jodok), 1904–1906 von Johannes Schroth erbaut.[4] Der Hochaltar von 1906 und der Marienaltar von 1917 stammen aus der Kunstwerkstätte der Gebrüder Moroder.[5]

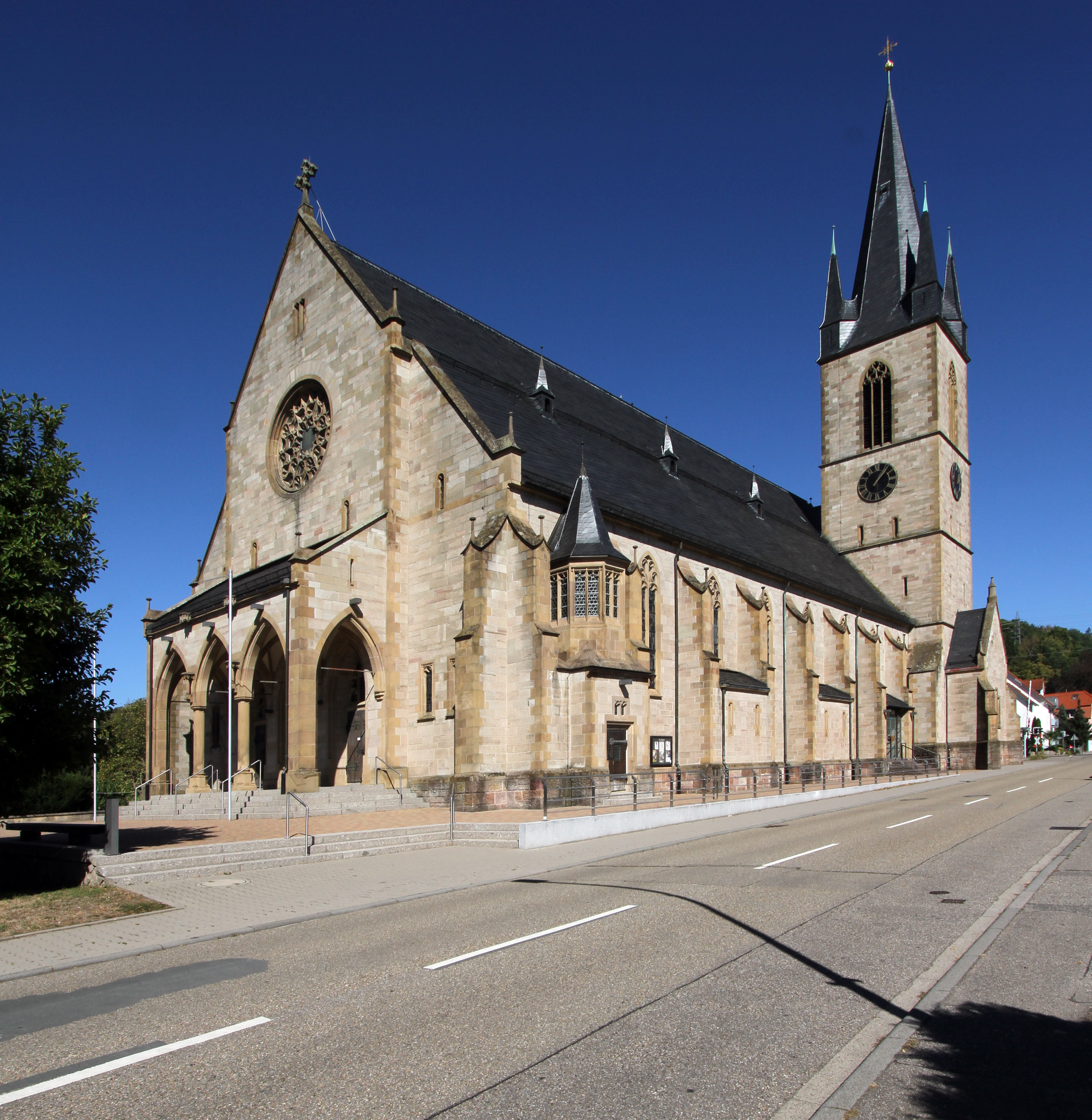
St. Jodok
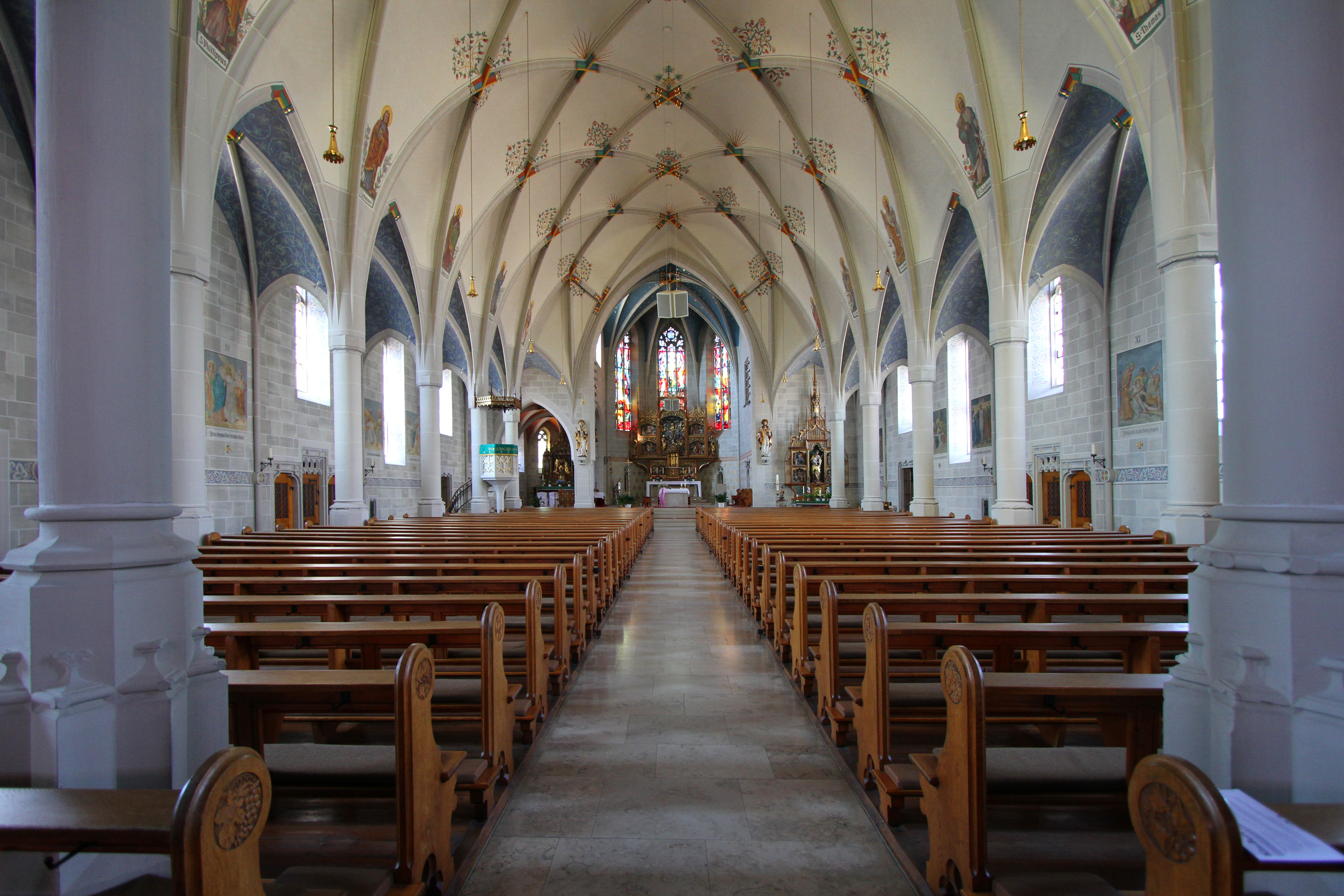
St. Jodok, Innenraum

## Sohn des Ortes
- Theodor Hurrle (1919–1997), SPD-Landtagsabgeordneter